# Булгаков, Виктор Кирсанович
Виктор Кирсанович Булгаков (26 января 1949, Илек — 30 апреля 2025, Хабаровск) — советский и российский учёный, российский политический деятель. Ректор Хабаровского политехнического института (ХПИ), с 1992 года Хабаровского государственного технического университета (ХГТУ, ныне ТОГУ; 1987—2002). Депутат Совета Федерации России (1993—1995) от Хабаровского края. Профессор, доктор физико-математических наук.

## Биография
Родился 26 января 1949 года в селе Илек Курской области, в семье уроженцев этого же села. Отец В. К. Булгакова, Кирсан Иванович (родился в 1928) работал шофёром. Мать, Анна Романовна (родилась в 1928) вела домашнее хозяйство. В семье помимо Виктора был брат Николай.
Окончил Акалыкскую среднюю школу им. Чокана Валиханова (Казахская ССР), после чего поступил на физико-технический факультет Томского государственного университета.Окончил его с присвоением квалификации «инженер-физик по теории и проектированию ракетных двигателей», защитив дипломную работу по спецтеме под руководством Ю. Н. Ковалёва. Среди его преподавателей были: М. А. Большанина, В. Н. Вилюнов, И. Б. Богоряд, М. С. Бобровников.
С 1972 по 1977 годы работал инженером в научно-исследовательском институте Министерства машиностроения СССР в подмосковном городе Люберцы. Там в 1976 году защитил кандидатскую диссертацию по численному моделированию внутри камерных процессов, в ракетных двигателях на основе решения сопряженных задач газовой динамики, теории горения, механики деформируемых твердых тел.
С 1977 по 1986 годы работал в Ижевском механическом институте старшим преподавателем, затем доцентом кафедры проектирования и производства двигателей летательных аппаратов, а с 1983 года заведовал этой кафедрой.
В 1985 году защитил диссертацию на соискание учёной степени доктора физико-математических наук, в которой предложил современную теорию ракетных двигателей на твердом топливе на базе сопряжённых задач газовой динамики, химической кинетики, турбулентности, вязкоупругости твёрдых тел, взаимосвязи и взаимообусловленности процессов, протекающих в ракетных двигателях.

## Деятельность на посту ректора ХПИ/ХГТУ
В 1987 году коллективом Хабаровского политехнического института был избран его ректором. В 1992 году вуз был переименован в Хабаровский государственный технический университет (ХГТУ), Булгаков остался ректором. На этом посту внёс значительный вклад в развитие научной деятельности в вузе, подготовку научно-педагогических кадров и развитие материальной базы вуза. В частности его приходом в вуз резко возросла результативность научной работы, на кафедрах вуза при Булгакове были созданы новые научные школы по естественнонаучным и техническим направлениям, значительно расширена подготовка кадров в аспирантуре и докторантуре. При ХГТУ был создан Региональный центр содействия развитию научно-технического предпринимательства высшей школы, который финансирует инновационные проекты, выполняемые вузами Дальнего Востока. Была существенно укреплена материальная база вуза, улучшены социально-бытовые условия преподавателей и студентов университета: введено два жилых дома для преподавателей и сотрудников, общежитие квартирного типа на 100 квартир для семейных студентов, аспирантов и преподавателей.
С 2002 года, после отставки с поста ректора — профессор кафедры программного обеспечения вычислительной техники и автоматизированных систем факультета компьютерных и фундаментальных наук ХГТУ (с 2005 года — ТОГУ).

## Научная и педагогическая деятельность
В. К. Булгаков — крупный учёный, педагог и организатор науки. Сфера научных интересов В. К. Булгакова — механика, теория горения, гидродинамика и прикладная математика, геофизика, наука о пожаробезопасности. В настоящее время занимается исследованиями в области механики сплошных сред, численных методов решения задач механики сплошных сред на компьютере. Руководил выполнением двух международных проектов в области фундаментальных проблем и новейших технологий.
В. К. Булгаков являлся заместителем председателя Совета ректоров вузов Хабаровского края, членом коллегии администрации города, членом Совета ректоров Российского союза ректоров. Являлся также председателем головного научно-технического совета межвузовской научно-технической программы Минобразования Российской Федерации «Дальний Восток России». Он осуществлял научное руководство двумя международными проектами в области фундаментальных проблем и новейших технологий. Является вице-президентом международной Всеазиатской ассоциации по проблемам горения и борьбы с пожарами, руководителем Российского отделения Международного института горения (Кембридж, Великобритания), членом редколлегий трёх международных научных журналов.

## Политическая деятельность
Избирался депутатом Хабаровского краевого Совета народных депутатов.
В 1993 году был избран одним из двух депутатов Совета Федерации Федерального собрания России от Хабаровского двухмандатного избирательного округа № 27 (набрал 138 250 голосов, что составило 27,13 %, занял второе место). Вторым депутатом от округа был глава администрации края Виктор Ишаев, набравший 54 % голосов. В Совете Федерации являлся заместителем председателя комитета по вопросам науки, культуры и образования. Под его руководством были разработаны 11 федеральных законов, в том числе «Об образовании» «О высшем и послевузовском профессиональном образовании». Его полномочия депутата окончились в 1996 году, после введения нового порядка формирования Совета Федерации, когда вместо избираемых народом депутатов в СФ начали заседать губернаторы регионов и председатели региональных законодательных собраний.
Являлся членом Национального совета Конгресса русских общин (1995)

## Награды
- Орден Дружбы (2000).
- Почётный работник высшего профессионального образования России (1998)
- почётный академик Академии транспорта
- почётный работник Российской инженерной академии
- почётный работник Международной академии высшей школы.

## Труды
1. Метод расчетов нестационарных потоков в РДТТ // Вопросы специального машиностроения. Сер. 2. — 1974. — Вып. 14. — Соавт.: Ковалев Ю. Н., Липанов А. М.
2. Исследование параметров выхода на режим РДТТ с застойной зоной // Современные проблемы ракетной техники. — 1977. — Вып. 3. — Соавт.: Ларионов Б. И., Липанов А. М.
3. О методе проектирования заряда к узлу разделения элементов ракеты // Вопросы специального машиностроения. Сер. 2. — 1976. — Вып. 16. — Соавт.: Ларионов Б. И., Липанов А. М.
4. Расчет деформаций и напряжений вкладного канального заряда при выходе двигателя на режим // Вопросы специального машиностроения. Сер. 2. — 1976. — Вып. 16. — Соавт.: Липанов А. М., Трофимов В. П.
5. О влиянии растяжения на скорость горения порохов // Вопросы специального машиностроения. Сер. 2. — 1977. — Вып. 18. — Соавт.: Липанов А. М.
6. Вероятностные модели внутрибаллистических процессов РДТТ // Оборонная техника. — 1979. — № 12. — Соавт.: Фисенко С. И.
7. Исследование напряженно-деформированного состояния цилиндров нетривиальной геометрии методом конечных элементов // Современные проблемы двигателей и энергетических установок летательных аппаратов : программа и тез. докл. 2-й Всесоюз. науч.- техн. конф. — М., 1980. — Соавт.: Альес М. Ю., Пантюхина Т. В.
8. Методика расчёта турбулентных отрывных течений // Гидрогазодинамика течений с тепломассообменом : сб. науч. тр. / Ижев. мех. ин-т. — 1980. — Вып. 2. — С. 37-45. — Соавт.: Тимофеев О. А.
9. О расчете скорости горения топлив в турбулентном потоке газов // Современные проблемы двигателей и энергетических установок летательных аппаратов : программа и тез. докл. 2-й Всесоюз. науч.-техн. конф. — М., 1980. — Соавт.: Липанов А. М.
10. О составляющих разброса баллистических характеристик РДТТ и орудий // Оборонная техника. — 1980. — № 2. — Соавт.: Фисенко С. И.
11. Расчет турбулентных течений в камере ДЛА // Современные проблемы двигателей и энергетических установок летательных аппаратов : программа и тез. докл. 2-й Всесоюз. науч.-техн. конф. — М., 1980. — Соавт.: Савчук С. Г.
12. Расчет навески воспламененного устройства РДТТ с учетом случайного характера процесса выхода двигателя на режим // Оборонная техника. — 1980. — № 1. — Соавт.: Липанов А. М., Фисенко С. И.
13. Экспериментально-теоретическое исследование динамики случайных процессов при выстреле из артиллерийского орудия // Оборонная техника. — 1980. — № 6. — Соавт.: Дорофеев П. В., Фисенко С. И.
14. Расчет турбулентных течений в высокоэнергетических тепловых установках и скорости горения конденсированного вещества в турбулентном потоке газов // Молодые ученые Удмуртии — народному хозяйству : тез. докл. 2-й респ. науч.- техн. конф. — М. ; Ижевск, 1981. — Соавт.: Савчук С. Г., Якимова Т. И.
15. Газодинамические уравнения для турбулентных потоков в двигателях летательных аппаратов // Известия вузов. Авиационная техника. — 1982. — № 1. — С. 53-59. — Соавт.: Липанов А. М.
16. О расчете напряженно-деформированного состояния оболочечной конструкции с вязкоупругим наполнителем произвольной формы // Известия вузов. Авиационная техника. — 1982. — № 3. — С. 8-15. — Соавт.: Альес М. Ю., Липанов А. М.
17. О реализации на ЭВМ методики расчета напряженно-деформированного состояния зарядов РДТТ // Оборонная техника. — 1982. — № 6. — Соавт.: Альес М. Ю., Пантюхина Т. В.
18. Расчет напряженно-деформированного состояния прочно-скрепленных зарядов нетривиальной геометрии на участие работы двигателя // Вопросы проектирования стрелкового и артиллерийского вооружения : сб. науч. тр. / Ижев. мех. ин-т. — 1982. — № 8. — Соавт.: Липанов А. М., Альес М. Ю.
19. Расчет напряженно-деформированного состояния скрепленных зарядов РДТТ методом конечных элементов // Оборонная техника. — 1982. — № 3. — Соавт.: Альес М. Ю., Липанов А. М.
20. Решение краевых задач вязкоупругости в геометрически нелинейной постановке прямыми вариационно-разностными методами // Ползучесть в конструкциях : тез. докл. Всесоюз. симп. — Днепропетровск, 1982. — Соавт.: Альес М. Ю., Липанов А. М.
21. Воспламенительные устройства с заданной расходной характеристикой // Оборонная техника. — 1983. — № 1. — Соавт.: Назаров П. Е., Липанов А. М.
22. К теории горения конденсированного вещества при обдуве // Физика горения и взрыва. — 1983. — Т. 19, № 3. — С. 32-41. — Соавт.: Липанов А. М.
23. О методике расчета турбулентных течений в камере РДТТ // Современные проблемы ракетной техники : сб. науч. тр. / Том. гос. ун-т. — 1983. — Вып. 6. — Соавт : Липанов А. М., Тимершина З. М.
24. Пособие по курсовому и дипломному проектированию для специальности 0538. — Ижевск, 1983. — 145 с. — Соавт.: Алиев А. В., Альес М. Ю. Кисаров Ю. Ф., Русяк И. Г., Ухалов Е. К.
25. Статистический подход к оценке прочности РДТТ // Современные проблемы ракетной техники : сб. науч. тр. / Том. гос. ун-т. — 1983. — Вып. 6. — Соавт.: Липанов А. М., Фисенко С. И.
26. Влияние динамики обдувающего потока теплофизических параметров и кинетики реакций на эрозионное горение конденсированных веществ // Замедлители горения и создание трудногорючих полимерных материалов : тез. докл. респ. конф. / Ижев. мех. ин-т. — Ижевск, 1984. — Соавт.: Камалетдинов А. Ш.
27. Методика расчета отрывных течений // Вопросы баллистического проектирования артиллерийских систем : сб. науч. тр. / Том. гос. ун-т. — 1984. — Вып. 5. — Соавт.: Тимофеев О. А.
28. Модель горения твердых топлив при обдуве, учитывающая взаимодействие турбулентности с химической реакцией // Физика горения и взрыва. — 1984. — Т. 20, № 5. — С. 68-74. — Соавт.: Липанов А. М.
29. Разработка и исследование твердотопливных газогенераторов многократного действия // Оборонная техника. — 1984. — № 9. — Соавт.: Оконников Е. В., Липанов А. М.
30. Разработка методик расчета напряженно-деформированного состояния зарядов нетривиальной геометрии // Моделирование процессов в крупногабаритных РДТТ. — [Б. м.], 1984. — Соавт.: Липанов А. М., Альес М. Ю.
31. Теоретическое и экспериментальное исследование закономерностей теплообмена турбулентных течений в каналах // Вопросы баллистического проектирования артиллерийских систем : сб. науч. тр. / Том. гос. ун-т. — 1984. — Вып. 5. — С. 161—173. — Соавт.: Егоров В. Г., Карпов А. И.
32. Численное исследование закономерностей горения конденсированных веществ при обдуве // Первый Всесоюзный симпозиум по макроскопической кинетике и химической газодинамике : тез. докл. — Алма-Ата, 1984. — Т. 2, ч. 2. — С. 648. — Соавт.: Липанов А. М.
33. Численный анализ возможностей регулирований скорости горения конденсированных веществ // Замедлители горения и создание трудногорючих полимерных материалов : тез. докл. респ. конф. / Ижев. мех. ин-т. — Ижевск, 1984. — Соавт.: Камалетдинов А. Ш.
34. Модуль горения твердых топлив при обдуве, учитывающая взаимодействие турбулентности с химической реакцией // Физика горения и взрыва. — 1985. — Т. 20, №. 5. — С. 68-74. — Соавт.: Липанов А. М.
35. Об одном алгоритме решения геометрически нелинейной задачи о напряженно-деформированном состоянии полых цилиндров сложной формы на основе метода конечных элементов // Известия АН СССР. Механика твердого тела. — 1985. — № 2. — С. 106—112. — Соавт.: Альес М. Ю., Липанов А. М.
36. Приближенная методика расчёта скорости горения конденсированных веществ при обдуве // Вычислительные методы и информационное обеспечение пакетов прикладных программ : сб. науч. тр. / Удмурт. гос. ун-т. — Устинов, 1985. — С. 12-17. — Соавт.: Камалетдинов А. Ш.
37. Современные задачи теории внутрикамерных процессов в ДЛА // Современные проблемы ДЛА : тез. докл. 3-й Всесоюз. науч.-техн. конф. / Моск. авиац. ин-т. — М., 1985. — Соавт.: Липанов А. М.
38. Взаимодействие турбулентности и химической реакции в теории эрозионного горения конденсированных веществ // Химическая физика. — 1986. — Т. 5, № 4. — С. 548—556. — Соавт.: Липанов А. М.
39. Закономерности горения полиметилметакрилата в воздухе // Полимерные материалы в машиностроении : тез. докл. — 1986. — Соавт.: Карпов А. И.
40. Расчет скорости горения твердых топлив при обдуве // Химическая физика. — 1986. — Т. 5, № 6. — С. 831—837. — Соавт.: Липанов А. М., Камалетдинов А. Ш.
41. Руководство по расчету на прочность ДЛА : учеб. пособие. — Устинов, 1986. — 35 с. — Соавт.: Альес М. Ю.
42. Численные исследования эрозионного горения конденсированных веществ // Физика горения и взрыва. — 1986. — Т. 22, № 6. — С. 83-88. — Соавт.: Камалетдинов А. Ш.
43. Экспериментальное исследование устойчивости полимерных материалов при высоких температурах // Полимерные материалы в машиностроении : тез. докл. науч.-техн. конф. — Устинов, 1986. — Соавт.: Назаров П. Е., Корепанов С. Л.
44. Моделирование гидродинамических процессов при переработке полимерных материалов // Молодежь Удмуртии — ускорению научно- технического прогресса : тез. докл. респ. науч.-практ. конф. — Ижевск, 1987. — С. 130—132. — Соавт.: Чехонин К. А.
45. Моделирование процесса заполнения крупногабаритной формы полимерной массой с помощью метода конечных элементов // Молодежь Удмуртии — ускорению научно-технического прогресса : тез. докл. респ. науч.- практ. конф. — Ижевск, 1987. — Соавт.: Чехонин К. А.
46. Вычислительные методы и моделирование динамических систем : метод. указания к курсовой работе для студентов спец. 0606 «Автоматика и телемеханика» 2-го курса днев. и вечер. форм обучения. — Хабаровск : Изд-во ХПИ, 1988. — 15 с. — Соавт.: Шалобанов С. В.
47. Закономерности распространения пламени по поверхности полимерного материала // Аэрогазодинамика нестационарных процессов / Том. гос. ун-т. — Томск, 1988. — С. 121—127. — Соавт.: Карпов А. И.
48. Математическое моделирование процесса заполнения пресс-форм полимеризующейся полимерной массой // Математическое моделирование в инженерной практике : тез. докл. зон. науч.-техн. конф. — Ижевск, 1988. — Соавт.: Карпов А. И.
49. Методика расчета турбулентных отрывных течений // Гидрогазодинамика течений с тепломассообменом : межвуз. сб. науч. тр. / Ижев. мех. ин-т. — 1988. — Вып. 2. — С. 37-45 . — Соавт.: Тимофеев О. А., Чехонин К. А.
50. Методика расчета эрозионного горения смесевых твердых топлив в приближении пограничного слоя // Физика горения и взрыва. — 1988. — Т. 24, № 6. — С. 26-33. — Соавт.: Липанов А. М., Камалетдинов А. Ш.
51. Математическое моделирование турбулентности и турбулентного горения в двигателях летательных аппаратов : учеб. пособие. — Ижевск : Изд-во ИМИ, 1988. — 116 с.
52. Моделирование процессов термического разложения и горения полимерных материалов // Седьмой Всесоюзный семинар по механике реагирующих сред : тез. докл. — Красноярск, 1988. — С. 70-71. — Соавт.: Липанов А. М., Карпов А. И.
53. Моделирование течений неньютоновских жидкостей, имеющих предел текучести // Математическое моделирование в инженерной практике : тез. докл. зон. науч.- техн. конф. — Ижевск, 1988. — С. 70-71. — Соавт.: Карпов А. И.
54. Моделирование течений неньютоновских жидкостей, имеющих предел текучести // Механика композиционных материалов. — 1988. — № 6. — С. 1112—1116. — Соавт.: Липанов А. М., Чехонин К. А., Иванов О. Н.
55. Основы теории бездефектного формования изделий из полимерных материалов // Пути повышения качества, надежности и долговечности конструкций инженерного назначения : тез. докл. науч. — техн. конф., 13-15 окт. 1988 г. — Хабаровск, 1988. — С. 25-30. — Библиогр. : 8 назв. — Соавт.: Чехонин К. А., Глушков И. А.
56. Численное моделирование трансзвукового течения вязкого газа в плоском канале при внезапном расширении // Известия вузов. Авиационная техника. — 1988. — № 4. — С. 89-91. — Соавт.: Липанов А. М., Рослов А. М., Тимофеев О. А.
57. Гидродинамика формирования границы раздела двух несмешивающихся высоковязких жидкостей // Моделирование работы и расчеты на прочность инженерных сооружений в условиях Дальнего Востока и Крайнего Севера : сб. науч. тр. / Хабар. политехн. ин-т. — Хабаровск, 1989. — С. 124—132. — Соавт.: Чехонин К. А.
58. Гидродинамика формирования границы раздела двух несмешивающихся вязкопластичных жидкостей // Моделирование и оптимизация технологических процессов и элементов конструкций сооружений инженерного назначения : тез. докл. науч.-техн. конф., 28-30 сент. 1989 г. / Хабар. политехн. ин-т. — Хабаровск, 1989. — С. 5-6. — Соавт.: Чехонин К. А.
59. Заполнение области между вертикальными коаксильными цилиндрами аномальной вязкой жидкостью в неизотермических условиях // Инженерно-физический журнал. — 1989. — Т. 57, № 4. — С. 577—583. — Соавт.: Липанов А. М., Чехонин К. А.
60. К расчёту напряжённо-деформированного состояния элементов конструкций из несжимаемых или почти несжимаемых материалов методом конечных элементов // # # # Известия вузов. Авиационная техника. — 1989. — № 3. — С. 10-13. — Соавт.: Альес М. Ю., Липанов А. М.
61. Математическое моделирование некоторых задач газогидродинамики и тепломассопереноса // Модели механики неоднородных систем : сб. науч. тр. / Ин-т теорет. и приклад. механики СО РАН. — Новосибирск, 1989. — С. 242—260. — Соавт.: Липанов А. М.
62. Математическое моделирование процесса заполнения области между вертикальными коаксиальными цилиндрами полимеризующейся полимерной массой / Хабар. политехн. ин-т. — Хабаровск, 1989. — 15 с. — Деп. в ВИНИТИ, № 6641-В 85. — Соавт.: Чехонин К. А.
63. Математическое моделирование процесса химического формирования изделий из композитных материалов // Моделирование и оптимизация технологических процессов и элементов конструкций инженерного назначения : тез. докл. науч.-техн. конф., 28-30 сент. 1989 г. / Хабар. политехн. ин-т. — Хабаровск, 1989. — С. 3-7. — Соавт.: Чехонин К. А., Потапов И. И.
64. Математическое моделирование процессов, связанных с химическим формованием изделий из полимерных материалов // Моделирование работы и расчеты на прочность инженерных сооружений в условиях Дальнего Востока и Крайнего Севера : сб. науч. тр. / Хабар. политехн. ин-т. — Хабаровск, 1989. — С. 118—123. — Библиогр. : 3 назв. — Соавт.: Чехонин К. А., Потапов И. И.
65. О механизме отрицательной эрозии при горении твёрдых топлив // Физика горения и взрыва. — 1989. — Т. 25, № 4. — С. 32-35. — Соавт : Липанов В. Н., Карпов А. И., Вилюнов В. Н.
66. О расчете стационарной скорости распространения пламени // Газовая динамика : сб. ст. — Томск, 1989. — Соавт.: Липанов А. М., Чехонин К. А.
67. SIMPLE — алгоритм расчета течений неньютоновских жидкостей со свободной поверхностью // Известия вузов. Авиационная техника. — 1989. — № 4. — С. 98-100. — Соавт.: Липанов А. М., Чехонин К. А., Глушков И. А.
68. Численное исследование влияния структуры потока на горение конденсированных веществ // Математическое моделирование пожаровзрывобезопасности в промышленности. — Владивосток : Изд-во ДВО АН СССР, 1989. — С. 24-27. — Соавт.: Карпов А. И.
69. Численное моделирование процессов тепломассопереноса в помещении // Моделирование и оптимизация технологических процессов и элементов конструкций сооружений инженерного назначения : тез. докл. инж.-техн. конф. — Хабаровск, 1989. — Соавт.: Тимофеев О. А., Дрюков В. В.
70. Численное моделирование процессов тепломассопереноса в помещении // Моделирование работы и расчеты на прочность инженерных сооружений в условиях Дальнего Востока и Крайнего Севера : сб. науч. тр. / Хабар. политехн. ин-т. — Хабаровск, 1989. — С. 102—107. — Соавт. : Тимофеев О. А., Дрюков В. В.
71. Numerical Investigations of the Flow Feature Influence on the Combustion of solids // ISCFD Nagoya : A collection of technical papers. — Japan, 1989. — P. 903—906. — Co-author: Karpov A. I.
72. Влияние конфигурации обдувающего потока на скорость горения твердого топлива // Доклады АН СССР. Физическая химия. — 1990. — Т. 312, № 2. — С. 391—393. — Соавт.: Карпов А. И., Липанов А. М.
73. Гидродинамика течений полимеризующихся неньютоновских жидкостей, имеющих свободную поверхность // Механика композиционных материалов. — 1990. — № 6. — С. 1124. — Соавт.: Чехонин К. А.
74. Гидродинамика течений полимеризующейся нелинейно-вязкопластичной жидкости имеющей свободную поверхность // Инженерный физический журнал. — 1990. — Т. 59, № 4. — С. 523—530. — Соавт.: Чехонин К. А.
75. Гидродинамика течений полимеризующейся нелинейно-вязкопластичной жидкости, имеющей свободную поверхность // Инженерный физический журнал. — 1990. — Т. 59, № 5. — С. 764—771. — Соавт.: Чехонин К. А.
76. Моделирование горения полимерных материалов. — М. : Химия, 1990. — 237 с. — Соавт.: Кодолов В. И., Липанов А. М.
77. Моделирование процесса формирования границы раздела двух неньютоновских жидкостей // Механика композиционных материалов. — 1990. — № 4. — С. 579—584. — Соавт.: Чехонин К. А., Глушков И. А.
78. О принципе взаимосвязи в методике преподавания инженерных дисциплин // Совершенствование процесса обучения в высшей школе : тез. докл. науч.-метод. конф., 16-21 апр. 1990 г. / Хабар. политехн. ин-т. — Хабаровск, 1990. — С. 3-4.
79. О численном моделировании воздействия окружающей среды на величину накопленных повреждений в двигателях летательных аппаратов // Известия вузов. Авиационная техника. — 1990. — № 2. — С. 65-68. — Соавт.: Альес М. Ю., Липанов А. М., Евстафьев О. И.
80. Об одном нетрадиционном алгоритме расчета стационарной скорости распространения пламени // Физика горения и взрыва. — 1990. — Т. 26, № 5. — С. 137—138. — Соавт.: Карпов А. И.
81. Численное моделирование океанической литосферы в зоне субдукции // Программная и аппаратная реализация алгоритмов в радиоэлектронных и микропроцессорных системах : сб. науч. тр. / Хабар. политехн. ин-т. — Хабаровск, 1990. — С. 38-43. — Библиогр.: 12 назв. — Соавт.: Соловьев С. В., Кан Хак Сунн.
82. Численный расчет турбулентных отрывных течений в канале при внезапном расширении // Известия вузов. Авиационная техника. — 1990. — № 1. — С. 37-40. — Соавт.: Липанов А. М., Рослов А. М.
83. The Calculation of Convective Heat Transfer in the Two-Dimensional Combustion Chamber // Proceedings of the second Japan-USSR Joint symposium on Computational Fluid Dynamics. University of Tzukuba. — Japan, 1990. — Vol. 2. — P. 109—115. — Co-author: Karpov A. I.
84. К вопросу о неединственности решения задач тепловой конвекции / Хабар. политехн. ин-т. — Хабаровск, 1991. — 12 с. — Деп. в ВИНИТИ Рос. акад. наук, № 1418-В91. — Соавт.: Дрюков В. В., Тимофеев О. А.
85. Методы решения систем нелинейных уравнений : метод. указания к курсу лекций для 2, 3, 4-го курсов. — Хабаровск : Изд-во ХПИ, 1991. — 36 с. — Соавт.: Карпов А. И.
86. Социальное развитие института — дело наших рук // За инженерные кадры. — 1991. — № 5. — С. 2. — Соавт.: Судаков В.
87. Численное моделирование тепловой конвекции в мантии Земли // Тихоокеанская геология. — 1991. — № 6. — С. 139—149. — Соавт.: Дрюков В. В.
88. A modeling of thermal state of ocean lithosphere in the seduction zone // The first Soviet Union — China symposium of the actual problems of the scientific and technological progress of the Far Easter region of the base of Soviet Union — China direct cooperation : abstracts. — Khabarovsk, 1991. — Joint authors: Solovjev S. K., Ran Hak Sem.
89. A Theory of steady Flame spread: Non-Equilibrium Thermodynamic approach // Proceeding USSR — Japan seminar on Combustion, Explosion and Fire Research. — Khabarovsk, 1991. — P. 91-98. — Co-author: Karpov A. I.
90. Numerical Simulation of Coupled Problem of Heat Convention in upper Mantle // Abstracts International Conference. — Moscow, 1991. — P. 35. — Co-author: Dryukov V. V.
91. The Effective algorithms of simulation of non-newtonian flows // The actual problems of the scientific and technological progress of the Ear Eastern region on the base of Soviet Union — China Direct cooperation, June 18-25, 1991. — Khabarovsk, 1991. — P. 10-20. — Co-author: Chekhonin K. A.
92. A Theory of Steady Flame Spread: Non-Equilibrium Thermodynamic Approach // Proceedings Russian-Japans Symposium on Combustion, Explosion and Fire Research. — Khabarovsk, 1992. — P. 92-99. — Co-author: Karpov A. I.
93. Mathematical Model of the Oceanic Lithosphere Under thrust in Subduction Zone // The second international symposium on promotion of scientific and technological progress in the Far East Proceeding, 21-25 sept. 1992. — Harbin, 1992. — P. 35-39. — Joint authors: Solovjev S. V., Kan Hak Sun.
94. Minimal Entropy Production as an Approach to the Prediction of the Stationary Rate of Flame Propagation // Thermodynamic. — 1992. — Vol. 17, № 1. — Co-author: Karpov A. I.
95. Numerical Simulation of Coupled Problem of Natural Convection in Earth Upper Mantle // The second International symposium on promotion of scientific and technologic progress in the Far East, 21-25 sept. 1992. — Harbin, 1992. — P. 44-47. — Co-author: Dryukov V. V.
96. The Effect of flow structure on the combustion of Solid Feels // Fire science and technology : proceedings of the first Asian conference. — China, 1992. — P. 69-73.
97. The stress-deformed-condition calculation algorithm of the incompressible and weak compressible products in the walled axisymmetric closed moulds // The second International Symposium on promotion of Scientific and Technological Progress in the Far East : Proceeding, September 21-25, 1992. — Harbin, 1992. — P. 60-65. — Joint authors: Chekhonin K. A., Potapov I. I.
98. Weak Compressible Products the Thin Walled Axizymmetric Closed Moulds // The Second International symposium on promotion of scientific and technological progress in the Far East, 21-25 sept. 1992. — Harbin, 1992. — P. 60-65. — Joint authors: Chekhonin K. A., Potapov I. I.
99. Влияние физико-механических параметров технологической формы на остаточные напряжения в изделиях, получаемых методом химического формования // Сборник научных трудов / Хабар. гос. техн. ун-т. НИИ КТ. — 1993. — Вып. 1. — С. 4-16. — Библиогр. : 9 назв. — Соавт.: Чехонин К. А., Потапов И. И.
100. О термической конвекции под Евроазиатской плитой // Тихоокеанская геология. — 1993. — № 1. — С. 15-21. — Соавт.: Дрюков В. В., Тимофеев О. А.
101. Основные направления развития Хабаровского Государственного технического университета // Вопросы совершенствования технологии обучения : материалы регион. науч.-метод. семинара по проблемам высш. шк. — Хабаровск : Изд-во ХГТУ, 1993. — Вып. 1.
102. Учет влияния поддавливания топливной массы и ее отслаивания от технологической иглы на величину остаточных напряжений в твердотопливном ракетном двигателе // Сборник научных трудов / Хабар. гос. техн. ун-т. НИИ КТ. — 1993. — Вып. 1. — С. 25 — 28. — Библиогр. : 4 назв. — Соавт.: Потапов И. И.
103. Численное моделирование погружения океанической литосферы в мантию Земли // Сборник научных трудов / Хабар. гос. техн. ун-т. НИИ КТ. — 1993. — Вып. 1. — С. 17 — 24. — Библиогр. : 17 назв. — Соавт.: Соловьёв С. В.
104. Flame spread across the combustible materials surface// '93 Asian Fire Seminar. — Japan, 1993. — P. 147—154. — Joint authors: Hirano T., Karpov A. I.
105. Numerical Studies of Solid Propellant Erosive Bunning // Journal of propulsion and Power. — 1993. — Vol. 9, № 6. — P. 812—818. — Co-author: Karpov A. I.
106. Computer code for the prediction of forest fire spread // '94 Asian Fire Seminar. — Indonesia, 1994. — Joint authors: Karpov A. I., Telitsyn H. P.
107. Prediction of the steady rate of flame spread over combusible materials // Proceedings of 4-th International Symposium on Fire Safety Sciences. — Ottawa, Canada, 1994. — P. 373—384. — Co-author: Karpov A. I.
108. Для ведущей отрасли хозяйства Дальнего Востока (о подготовке специалистов лесной индустрии) // Высшее образование в России. — 1995. — № 4. — С. 50-54. — Соавт.: Шкутко В., Гомза Т. В.
109. Методы решения уравнений в частных производных : учеб. пособие. — Хабаровск : Изд-во ХГТУ, 1995. — 128 с. — Соавт.: Соловьёв С. В.
110. Мы все учились понемногу. Пора бы взяться и всерьез // Дальний Восток. — 1995. — № 3. — С. 6.
111. Новый Гражданский кодекс : новые хозяйствующие субъекты // Приамурские ведомости. — 1995. — 1, 7 фев. — Соавт.: Лончаков А. П.
112. Разработка информационной системы определения энергетических и экологических параметров Дальневосточного региона России и математической модели реки Амур для комплексного анализа гидродинамических, энергетических и экологических проблем региона // Тезисы докладов региональной научно-технической конференции по межвузовской региональной научно-технической программе «Научно-технические и социально-экономические проблемы развития дальневосточного региона РФ (Дальний Восток России)» / Хабар. гос. техн. ун-т. — Хабаровск, 1995. — С. 60-61. — Соавт.: Чехонин К. А., Карпов И. П.
113. Физическое и математическое моделирование при исследовании вопросов защиты конструкций от ударного воздействия : учеб. пособие. — Хабаровск : Изд-во ХГТУ, 1995. — 48 с. — Соавт.: Ручинский В. С.
114. Development of the computer code for the prediction of forest fire spread // Fire Science and Technology Proceedings of the second Asia-Oceania Symposium. — Khabarovsk : State University of Technology, 1995. — Joint authors: Karpov A. I. Telitsyn H. P.
115. Mathematical modelling hydrodynamical Processes of the Pasific Ocean Littoral and the Amur River // The fourth International Symposium on promotion of scientific and technological progress in the Far East. — Harbin, 1995. — P. 5-12. — Co-author: Chekhonin K.
116. Optimal coordinasion coefficients selection in upwind finite-elemen schemes // The Fourth International Symposium on promotion of scientific and technological progress in the Far East. — Harbin, 1995. — P. 17-21. — Joint authors: Chekhonin K., Potapov I.
117. Повышение точности определения градиентов температуры в задачах конвективной теплопроводности // Сборник научных трудов / Хабар. гос. техн. ун-т. НИИ КТ. — 1996. — Вып. 2. — С. 77-79. — Библиогр. : 2 назв. — Соавт.: Чехонин К. А., Потапов И. И.
118. Решение задач гидродинамики в переменных вихрь-скорость методом конечных элементов // Сборник научных трудов / Хабар. гос. техн. ун-т. НИИ КТ. — 1996. — Вып. 2. — С. 84-86. — Соавт.: Потапов И. И., Сухинин П. А.
119. Анализ влияния собственного веса полимерной массы на характер развития технологических напряжений в конструкциях, получаемых методом химического формования // Математическое моделирование : сб. науч. тр. / Хабар. гос. техн. ун-т. НИИ КТ. — 1997. — Вып. 3. — С. 136—146. — Библиогр. : 4 назв. — Соавт.: Чехонин К. А., Потапов И. И., Бакланов А. Н.
120. Анализ влияния температурных режимов на характер развития НДС в РДТТ на стадии отверждения // Математическое моделирование : сб. науч. тр. / Хабар. гос. техн. ун-т. НИИ КТ. — 1997. — Вып. 3. — С. 104—120. — Библиогр. : 6 назв. — Соавт.: Чехонин К. А., Потапов И. И., Бакланов А. Н.
121. Анализ остаточных технологических напряжений в РДТТ канального типа // Математическое моделирование : сб. науч. тр. / Хабар. гос. техн. ун-т. НИИ КТ. — 1997. — Вып. 3. — С. 193—204 : рис. — Библиогр. : 9 назв. — Соавт. : Чехонин К. А., Потапов И. И., Бакланов А. Н.
122. Анализ трехмерного НДС РДТТ на стадии отверждения // Математическое моделирование : сб. науч. тр. / Хабар. гос. техн. ун-т. НИИ КТ. — 1997. — Вып. 3. — С. 181—192 : рис. — Библиогр. : 6 назв. — Соавт. : Чехонин К. А., Потапов И. И., Бакланов А. Н.
123. «Не ставьте крест на будущем нации» // Приамурские ведомости. — 1997. — 13 нояб. — С. 2.
124. Оптимизация процесса термической обработки изделий из композитных материалов // Математическое моделирование : сб. науч. тр. / Хабар. гос. техн. ун-т. НИИ КТ. — 1997. — Вып. 3. — С. 17-27. — Библиогр. : 7 назв. — Соавт.: Чехонин К. А., Пилипчук Р. Н.
125. Расчет НДС РДТТ на стадии хранения // Математическое моделирование : сб. науч. тр. / Хабар. гос. техн. ун-т. НИИ КТ. — 1997. — Вып. 3. — С. 205—221 : рис. — Библиогр. : 8 назв. — Соавт.: Чехонин К. А., Потапов И. И., Бакланов А. Н.
126. Сравнительный анализ схем конечно-элементных аппроксимаций при численном расчете задач движения неньютоновских жидкостей в сужающемся канале // Математическое моделирование : сб. науч. тр. / Хабар. гос. техн. ун-т. НИИ КТ. — 1997. — Вып. 3. — С. 62-72. — Соавт.: Чехонин К. А., Потапов И. И., Проценко М. А.
127. Человек большой судьбы : [о М. П. Даниловском] // Научные чтения памяти профессора М. П. Даниловского. — Хабаровск : Изд-во ХГТУ, 1997. — Вып. 1. — С. 3-7.
128. Численное моделирование эволюции ингредиентов вредных веществ при слиянии речных потоков // Математическое моделирование : сб. науч. тр. / Хабар. гос. техн. ун-т. НИИ КТ. — Хабаровск, 1997. — С. 3-16. — Библиогр. : 8 назв. — Соавт.: Чехонин К. А., Карпов И. П.
129. Analyses of Gravity Influence of Polymeric Mass on Character of Technological Stresses Development, Obtained by Chemical Molding Method. Вып. 3.// The technical progress problems of the fast region. — Khabarovsk, 1997. — P. 6-11. — Joint authors: Baklanov A. N., Chekhonin K. A., Potapov I. I.
130. Estimaties of physical limitings and future of development of technologies of manufacturing magnetooptical disks for personal computers // The Technical # Progress Problems of the Far East Region. — Khabarovsk, 1997. — Vol. 3. — P. 22-27. — Joint authors: Filatov V. N., Kaminsky A. V., Kuzmenko A. P.
131. Анализ эволюции НДС при химическом форматировании РДТТ с использованием предварительного разогрева корпуса // Математическое моделирование : сб. науч. тр. / Хабар. гос. техн. ун-т. НИИ КТ. — 1998. — Вып. 4. — С. 67-74. — Соавт.: Чехонин К. А., Потапов И. И., Пилипчук Р. Н.
132. Естественная конвекция в концентрических сферах // Математическое моделирование : сб. науч. тр. / Хабар. гос. техн. ун-т. НИИ КТ. — 1998. — Вып. 4. — С. 75-88. — Библиогр. : 4 назв. — Соавт.: Соловьёв С. В.
133. Магнитогидродинамические процессы в ядре Земли // Закономерности строения и эволюции геосферы : материалы IV междунар. междисциплинар. науч. симп. — Хабаровск, 1998. — Соавт.: Соловьёв С. В.
134. Математическая модель и методика расчета распространения лесных пожаров // Математическое моделирование : сб. науч. тр. / Хабар. гос. техн. ун-т. НИИ КТ. — 1998. — Вып. 4. — С.122-139. — Библиогр. : 16 назв. — Соавт.: Радчук А. С., Телицын Г. П., Карпов А. И.
135. Моделирование эволюции погружения литосферы в мантию Земли : свидетельство об офиц. регистрации программы для ЭВМ № 980047 Рос. Федерация / Патентообладатель Хабар. гос. техн. ун-т. — 1998. — Соавт.: Соловьёв С. В.
136. Применение принципа минимального производства энтропии к расчету стационарной скорости распространения // Применение математического моделирования для решения задач в науке и технике : материалы конф. — Ижевск, 1998. — Соавт.: Карпов А. И., Галат А. А.
137. Результаты моделирования магнитной гидродинамики ядра Земли // Математическое моделирование : сб. науч. тр. / Хабар. гос. техн. ун-т. НИИ КТ — 1998. — Вып. 4. — С. 99-105. — Соавт.: Соловьёв С. В., Кузнецов С. В.
138. Эрозионное горение твердых топлив // Научное обеспечение технического и социального развития Дальневосточного региона : науч. тр. — Хабаровск , 1998. — С. 72-77. — Библиогр. : с. 76 (12 назв.).
139. Arrangement of the computer code for the prediction of forest fire spread // Proceeding of the 3rd Asia-Oceania Symposium on Fire Science and Technology. — Singapore, 1998. — P. 529—538. — Joint authors: Telichin G. P., Karpov A. I., Radchuk A. S.
140. Естественная конвекция электропроводящей жидкости в сферическом слое. Ч. 2. Методические решения. Результаты расчётов // Инженерно-физический журнал. — 1999. — Т. 72, № 2. — Соавт.: Соловьёв С. В., Кузнецов С. В.
141. «Золотое звено» : Оптимистические этюды о высшем образовании в Хабаровском крае // Вестник международной академии наук высшей школы. — 1999. — № 2. — С. 32-38. — Соавт.: Бляхер Л. Е.
142. Магнитное поле ядра Земли // Математические модели и методы их исследования : тез. докл. междунар. конф. — Красноярск, 1999. — Соавт.: Соловьёв С. В.
143. Метод конечных элементов в задачах гидродинамики : учеб. пособие. — Хабаровск : Изд-во ХГТУ, 1999. — 192 с. : ил. — Соавт.: Потапов И. И.
144. Основы теории метода смешанных конечных элементов для задач гидродинамики. — Хабаровск : Изд-во ХГТУ, 1999. — 284 с. — Соавт.: Чехонин К. А.
145. Особенности реализации МКЭ для задачи Стокса // Математическое моделирование : сб. науч. тр. / Хабар. гос. техн. ун-т. НИИ КТ. — 1999. — Вып. 9. — С. 9-12. — Библиогр.: 14 назв. — Соавт.: Потапов И. И., Чехонин К. А.
146. Проблемы функционирования и развития системы высшего образования на Дальнем Востоке // Вопросы совершенствования технологии обучения : материалы регион. науч.-метод. семинара по проблемам высш. образования. — Хабаровск : Изд-во ХГТУ, 1999. Вып. 6. — С. 5-7. — Соавт.: Иванченко С. Н.
147. Теплообмен и магнитная динамика ядра Земли // Математическое моделирование процессов в синергетических системах : сб. ст. — Томск, 1999. — С. 340. — Соавт.: Соловьёв С. В.
148. Prediction of the steady flame spread rate by the principle of minimal entropy production // Combustion Theory and Modeling. — 1999. — Vol. 3. — P. 535—546. — Joint authors: Galat A. A., Karpov A. I.
149. Влияние числа гомохронности на конвекцию в ядре земли // Математическое моделирование : сб. науч. тр. / Хабар. гос. техн. ун-т. НИИ КТ. — 2000. — Вып. 10. — С. 7-10 : рис. — Соавт.: Соловьёв С. В., Камалетдинов А. Ш.
150. Дни памяти М. П. Даниловского — первого ректора университета // ТехноПолис. — 2000. — 30 окт. — С. 1.
151. Исследование непрерывной субдукции литосферной плиты вблизи океанического желоба // Инженерно-физический журнал. — 2000. — Т. 73, № 6. — Соавт.: Соловьёв С. В.
152. Конвективный теплообмен в ядре земли // Математическое моделирование : сб. науч. тр. / Хабар. гос. техн. ун-т. НИИ КТ. — 2000. — Вып. 10. — С. 3-6 : рис. — Соавт. : Соловьев С. В., Камалетдинов А. Ш.
153. Ньютоном здесь ты можешь стать : [10 лет Российской инженерной академии] // Тихоокеанская звезда. — 2000. — 22 дек. — С. 2. — Соавт.: Лашко В. А.
154. Отчет о выполнении коллективного договора между администрацией и трудовым коллективом университета за 1999 год // Университетская жизнь. — 2000. — № 1 (17 февр.). — С. 2-7.
155. Оценка техногенной опасности предприятий ЦБП // Экология, безопасность жизнедеятельности, охрана труда и устойчивое развитие Дальневосточных территорий : сб. докл. науч. чтений «Приморские зори — 2000». — Владивосток, 2000. — Соавт.: Майорова Л. П., Благодаров И. А.
156. Приветствие участникам конференции : [посвящается Дням памяти первого ректора ХПИ М. П. Даниловского] // Дальний Восток : проблемы развития архитектурно-строительного комплекса : материалы регион. науч.-практ. конф., 14-15 окт. 1999 г. — Хабаровск : Изд-во ХГТУ, 2000. — Вып. 3. — С. 6-7.
157. Теплообмен и магнитная гидродинамика ядра Земли // Тепломассообмен ММФ — 2000 : тр. IV Минского междунар. форума по тепломассообмену, 22-26 мая 2000 г. — Минск, 2000. — Т. 1. Конвективный массообмен. — Соавт.: Соловьёв С. В.
158. Университет как центр самоорганизации социально-экономического пространства Дальнего Востока России // Актуальные проблемы Дальневосточного региона России : сб. науч. тр. / Хабар. гос. техн. ун-т. — 2000. — Вып. 1. — С. 140—145. — Соавт.: Бляхер Л. Е.
159. Arrangement of the computer code for the prediction of forest fire sread // Journal of Harbin Institute of Technology. — China, 2000. — Vol. 7. — P. 134—137. — Joint authors: Karpov A. I., Popovich S. V., Telitsyn H. P.
160. Modeling of Magneto hydrodynamic flow in Earth’s core // The Sixth International Symposium «The Actual Problem of the scientific and technological progress of the Far Eastern Region». — Harbin, 2000. — Co-author: Solovjev S. K.
161. Numerical modeling of the downward flame spread: the effect of opposed forced flow// Proceedings of 4th Asia-Oceania Symposium on Fire Science and Technology. — Tokyo, 2000. — Joint authors: Galat A. A. Karpov A. I.
162. Вести Ученого Совета : [Ученый Совет ХГТУ обратился к одному из важнейших вопросов организации учебного процесса — анализу гуманитарной составляющей ХГТУ] // ТехноПолис — 2001. — № 2 . — С. 2-3.
163. Высокоскоростная обработка информации в устройствах на основе прозрачных слабоферромагнитных материалов // Телекоммуникация. — 2001. — № 3. — С. 34-39. — Соавт.: Кузьменко А. П., Терещенко В. Д. Жуков Е. А., Каминский А. В., Филатов В. Н.
164. Гуманитарное образование и его роль в развитии современного общества // Традиции просветительства на Дальнем Востоке России в XXI веке : материалы науч.-практ. конф., Хабаровск, 3-4 окт. 2000 г. — Хабаровск, 2001. — С. 87-92.
165. Дальний — не значит оторванный : Совет ректоров федерального округа весьма реален // Поиск. — 2001. — № 23 (июнь). — С. 5.
166. Математическое моделирование трехмерной задачи компрессионного формования системы «композитный корпус — малосжимаемый отверждающий наполнитель» // Вычислительная газодинамика и горение конденсированных систем : сб. науч. тр. / Том. гос. политехн. ун-т. — Томск, 2001. — С. 48-62. — Соавт.: Чехонин К. А.
167. Микрозондирование динамических свойств прозрачных слабых ферромагнетиков доменной границей // Известия вузов. Физика. — 2001. — № 6. — С. 84-89. — Соавт.: Четкин М. В., Кузьменко А. П.
168. Моделирование сопряженных задач в гидродинамике реагирующих сред // Восьмой Всероссийский съезд по теоретической и прикладной механике : аннот. докл. — Пермь, 2001. — С. 124—125.
169. Модели тепловой конвекции в мантии и ядре Земли : монография. — М.: Наука, 2001. — 239 с. — Соавт.: Соловьев С. В.
170. О проблемах высшего профессионального образования в Хабаровском крае на современном этапе // Материалы зонального совещания представителей вузов дальневосточного региона по вопросам внедрения второго поколения государственного образовательного стандарта высшего профессионального образования, 12-14 сент. 2000 г. — Владивосток : Изд-во ДВГТУ, 2001. — С. 6-13.
171. О современных проблемах развития научно-образовательного пространства на Дальнем Востоке России // Вестник Дальневосточного отделения РАН. — 2001. — № 6. — С. 50-55.
172. Применение принципов термодинамики необратимых процессов в теории стационарного распространения пламени // Физика : фундаментальные и прикладные исследования, образование : тез. докл. второй регион. науч. конф., г. Хабаровск, 2-4 окт. 2001 г. / Хабар. гос. техн. ун-т. — Хабаровск, 2001. — С. 22-23. — Соавт.: Карпов А. И., Галат А. А.
173. Теория эрозионного горения твердых ракетных топлив. — М. : Наука, 2001. — 137 с. — Соавт.: Липанов А. М.
174. Упруго индуцированный механизм перемагничивания в слабых ферромагнетиках // Физика магнитных материалов. — 2001. — Т. 92, № 1. — С. 12-19. — Соавт.: Кузьменко А. П., Терещенко В. Д.
175. Elastically induced mechanism of reversal of magnetization in orthoferrites // Joint European Magnetic Symposia EMMA-MRM, JEMS-2001. — Grenoble, France, 2001. — P.131. — Joint authors: Kaminsky A. V., Kuzmenko A. P., Sorokin N. Yu.
176. Mechanism of Elastically Induced Reversal in Weak Ferromagnets // Fizika Metallov i Metallovedenie. — 2001. — Vol. 92, № 1. — P. 12-19. — Joint authors: Kuzmenko A. P., Tereshchenko V. D.
177. Processes of magnetization reversal and inhibiting action of supersonic domain boundary in transparent feeble ferromagnetic // Proceeding of the 6 Sino-Russian Symposium «New materials and technologies in the 21-st century». — Beijing, China, 2001. — P. 495. — Co-author: Kuzmenko A. P.
178. Количественный прогноз динамики макроэкономических параметров, процесса воспроизводства основного капитала Хабаровского края на базе разработанной макроэкономической модели региона. — Хабаровск, 2002. — 44 с. — (Препринт / Вычислит. центр ДВО РАН; № 60). — Соавт.: Булгаков О. В.
179. Макроэкономика и воспроизводство основного капитала региональных экономических систем России. — Владивосток : Дальнаука, 2002. — 194 с. — Соавт.: Булгаков О. В., Белкин В. Г.
180. Макроэкономическое моделирование региональных экономических систем России. — Хабаровск, 2002. — 32 с. — (Препринт / Вычислит. центр ДВО РАН; № 59). — Соавт.: Булгаков О. В.
181. Особенности сверхзвуковой нелинейной динамики доменных границ в редкоземельных ортоферритах // Физика твердого тела. — 2002. — № 4. — С. 864—872. — Соавт.: Кузьменко А. П.
182. Свободная конвекция в ядре Земли с учетом джоулевой диссипации // Моделирование процессов в синергетических системах : тр. междунар. конф. «Байкальские чтения-II по моделированию процессов в синергетических системах», 18-23 июля 2002 г. — Томск : Изд-во ТГУ, 2002. — С. 261—263. — Соавт.: Соловьев С. В.
183. Сравнительный анализ конечно-элементных аппроксимаций второго порядка для задачи Стокса // Журнал вычислительной математики и математической физики. — 2002. — Т. 42, № 11 . — Библиогр.: С. 1756—1760 (16 назв.). — Соавт.: Потапов И. И.
184. Трехмерная задача компрессионного формования системы «композитный корпус — малосжимаемый отверждающийся наполнитель» // Математическое моделирование. — 2002. — Т. 14, № 11. — С. 113—127. — Соавт.: Чехонин К. А.
185. Mathematical model hydrodynamic and bed of processes of the Amur river in neighborhood of Khabarovsk // The VIII International Symposium on Integrated Application of Environmental and information Technologies. — Khabarovsk, 2002. — P. 42-48. — Co-author: Potapov I. I.
186. Observation of domain-wall dynamic lattice distortion in rare-earth orthoferrites while overcoming the sound barrier // Journal of Magnetism and Magnetic Materials. — 2002. — Vol. 238. — P. 109—114. — Joint authors: Filatov V. N., Kaminsky A. V., Kuzmenko A. P., Sorokin N. Yu, Zhukov E. A.
187. Simulation of hydrodynamic processes of the river Amur in neighborhood of city Khabarovsk // The VIII International Symposium on Integrated Application of Environmental and information Technologies. — Khabarovsk, 2002. — P. 210—217. — Co-author: Potapov I. I.
188. К расчету стационарной скорости распространения диффузионного пламени по поверхности горючего материала // Фундаментальные и прикладные вопросы механики : сб. докл. междунар. науч. конф., 8-11 окт. 2003 г. — Хабаровск : Изд-во ХГТУ, 2003. — Т. 1. — С. 388—398. — Библиогр. : 21 назв.- Соавт.: Карпов А. И., Галат А. А.
189. Конечно-элементные схемы высокого порядка для задачи Навье-Стокса. Модифицированный SURG-метод // Математические методы в технике и технологиях — ММТТ-16 : сб. тр. XVI междунар. конф. — СПб., 2003. — Т. 1. Секция 1.
190. Математические модели тепломассопереноса турбулентных слаборасширяющихся и отрывных течений в ДВС // Сборник трудов Дальневосточного отделения Российской инженерной академии. — Владивосток, 2003. — Вып. 8. — Соавт.: Булгаков Н. В.
191. Математические модели тепломассопереноса турбулентных слаборасширяющихся и отрывных течений в ДВС. — Хабаровск, 2003. — 44 с. — (Препринт / Вычислит. центр ДВО РАН; № 62). — Соавт.: Булгаков Н. В.
192. Математические модели тепломассопереноса турбулентных слаборасширяющихся и отрывных течений в ДВС // Сборник трудов Дальневосточного отделения Российской инженерной академии. — Владивосток, 2003. — Вып. 8. — Соавт.: Булгаков Н. В.
193. Метод расчета турбулентных двумерных отрывных течений в двигателях внутреннего сгорания. — Хабаровск, 2003. — (Препринт / Вычислит. центр ДВО РАН; № 62). — Соавт.: Булгаков Н. В.
194. Моделирование производственного процесса экономических систем // Сборник трудов Дальневосточного отделения Российской инженерной академии. — Владивосток, 2003. — Вып. 8. — Соавт.: Булгаков О. В.
195. Моделирование процесса распространения сточных вод в реке Амур в окрестности города Хабаровска // Фундаментальные и прикладные вопросы механики : сб. докл. междунар. науч. конф., 8-11 окт. 2003 г. — Хабаровск : Изд-во ХГТУ, 2003. — Т. 2. — С. 188—192. — Соавт.: Потапов И. И.
196. Противопоточные конечно-элементные схемы высокого порядка для задачи теплопереноса // Журнал вычислительной математики и математической физики. — 2003. — Т. 43, № 9. — С. 1424—1429. — Соавт.: Потапов И. И.
197. Сравнительный анализ противопоточных конечно элементных схем высокого порядка для задачи Навье-Стокса на основе модифицированного SURG-метода // Дальневосточный математический журнал. — 2003. — Т. 4, № 1. — С. 5-17. — Соавт.: Потапов И. И.
198. Технология бумаги : учеб. пособие. — Хабаровск : Изд-во ХГТУ, 2003. — 159 с. — Соавт.: Александров А. В., Мельникова Т. Н.
199. Турбулентный теплообмен и его интенсификация в щелевых теплообменниках // Фундаментальные и прикладные вопросы механики : сб. докл. междунар. науч. конф., 8-11 окт. 2003 г. — Хабаровск : Изд-во ХГТУ, 2003. — Т. 2. — С. 48-53. — Библиогр. : 7 назв. — Соавт.: Потапова Е. А., Потапов И. И.
200. Численное исследование турбулентных двумерных отрывных течений в двигателях внутреннего сгорания // Фундаментальные и прикладные вопросы механики : сб. докл. междунар. науч. конф., 8-11 окт. 2003 г. — Хабаровск : Изд-во ХГТУ, 2003. — Т. 1. — С. 50-61. — Библиогр. : 20 назв. — Соавт.: Булгаков Н. В., Галат А. А.
201. Численное моделирование распространения продуктов сгорания ТЭЦ в приземных слоях атмосферы в трехмерной постановке // Фундаментальные и прикладные вопросы механики : сб. докл. междунар. науч. конф., 8-11 окт. 2003 г. — Хабаровск : Изд-во ХГТУ, 2003. — Т. 1. — С. 225—234. — Библиогр. : 5 назв.- Соавт.: Федосеев А. А.
202. Численное моделирование распространения продуктов сгорания ТЭЦ в приземных слоях атмосферы в трехмерной постановке. — Хабаровск : Изд-во ХГТУ, 2003. — 26 с. — (Препринт № 73). — Соавт.: Федосеев А. А.
203. Численные исследования тепломассопереноса турбулентных плоских и осесимметричных слаборасширяющихся течений в ДВС. — Хабаровск : Изд-во ХГТУ, 2003. — 46 с. — (Препринт № 75). — Соавт.: Булгаков Н. В.
204. Экономико-математическая модель региональных экономических систем России, регионального воспроизводства основного капитала. Численные исследования экономики Хабаровского края // Динамика пространственной структуры экономической системы Российской Федерации : материалы Всерос. конф. — Хабаровск : РИОТИП, 2003. — Соавт. : Булгаков О. В.
205. Quantitative estimation of relationship between the state with minimal entropy production and actual stationary regime of flame propagation // Journal Non-Equilibrium Thermodynamics. — 2003. — Vol. 28, № 3. — P. 193—205. — Joint authors: Karpov A. I., Novozhilov V. B.
206. Анализ процессов теплообмена в плоских каналах с клиновидным турболезатором // Дальневосточная математическая школа-семинар им. акад. Е. В. Золотова : тез. докл. / Дальневост. гос. ун-т. — Владивосток, 2004. — Соавт.: Потапова Е. А., Потапов И. И.
207. Макроэкономическое моделирование региональных экономических систем России // Актуальные проблемы развития Дальневосточного региона России : сб. науч. тр. / Хабар. гос. техн. ун-т. — 2004. — Вып. 2. — С. 4-47. — Библиогр.: с. 47 (4 назв.). — Соавт.: Булгаков О. В.
208. Математические модели русловых процессов равнинных рек. -Хабаровск, 2004. — 55 с. — (Препринт / Вычислит. центр ДВО РАН ; № 72). — Соавт.: Потапов И. И.
209. Метод расчета и численные исследования турбулентных двумерных отрывных течений в двигателях внутреннего сгорания. — Хабаровск, 2004. — 49 с. — (Препринт / Вычислит. центр ДВО РАН ; № 76). — Соавт.: Булгаков Н. В., Галат А. А.
210. Методики и алгоритмы расчета гидродинамических процессов равнинных рек методом конечных элементов. — Хабаровск, 2004. — Ч. 1. — 48 с. — (Препринт / Вычислит. центр ДВО РАН ; № 77). — Соавт.: Потапов И. И.
211. Методики и алгоритмы расчета гидродинамических процессов равнинных рек методом конечных элементов. — Хабаровск, 2004. — Ч. 2. — 43 с. — (Препринт / Вычислит. центр ДВО РАН ; № 82). — Соавт.: Потапов И. И.
212. О разностных схемах стационарных задач гидродинамики и теплообмена, основанных на методе контрольного объема // Сборник трудов / Дальневост. гос. техн. ун-т. — Владивосток, 2004. — Вып. 9. — С. 114—122. — Библиогр. : с. 122 (6 назв.). — Соавт.: Булгаков Н. В.
213. О разностных схемах стационарных задач гидродинамики и теплообмена, основанных на методе контрольного объема // Вихри в геологических процессах : сб. тр. — Петропавловск-Камчатский, 2004. — Соавт.: Булгаков Н. В.
214. Особенности регионального воспроизводства основного капитала // Актуальные проблемы развития Дальневосточного региона России : сб. науч. тр. / Хабар. гос. техн. ун-т. — 2004. — Вып. 2 — С. 77-89. — Соавт.: Коуров В. Ф.
215. Противопоточные конечно-элементные схемы высокого порядка для задач теплопереноса // Дальневосточная математическая школа-семинар им. академика Е. В. Золотова : тез. докл. / Дальневост. гос. ун-т. — Владивосток, 2004. — Соавт.: Потапов И. И.
216. Сравнительный анализ алгоритмов расчета гидродинамических процессов равнинных рек // Дальневосточная математическая школа-семинар им. академика Е. В. Золотова : тез. докл. / Дальневост. гос. ун-т. — Владивосток, 2004. — Соавт.: Потапов И. И.
217. Численное моделирование распространения продуктов сгорания ТЭЦ в приземных слоях атмосферы в трехмерной постановке. — Хабаровск : Изд-во ХГТУ, 2004. — 26 с. — (Препринт № 73). — Соавт.: Федосеев А. А.
218. Численные исследования тепломассопереноса турбулентных плоских и осесимметричных слаборасширяющихся течений в ДВС // Актуальные проблемы создания, проектирования и эксплуатации современных двигателей внутреннего сгорания : сб. науч. тр. / Хабар. гос. техн. ун-т. — 2004. — Вып. 3. — С. 81-119. — Соавт.: Булгаков Н. В.
219. Математические модели и исследование макроэкономики региона на основе производственной В-функции // XXX Дальневосточная математическая школа-семинар им. акад. Е. В. Золотова : тез. докл. — Хабаровск, 2005. — Соавт.: Стригунов В. В.
220. Метод расчета на ЭВМ турбулентных отрывных течений в преобразовании импульсов // XXX Дальневосточная математическая школа-семинар им. акад. Е. В. Золотова : тез. докл. — Хабаровск, 2005. . — Соавт.: Мухин Г. А.
221. Модель и исследование макроэкономики региона на основе производственной B-функции // Вестник Тихоокеанского государственного университета. — Хабаровск, 2005. — № 1. — С. 173—196. — Библиогр.: с. 196 (9 назв.). — Соавт.: Стригунов В. В.
222. Применение метода конечных элементов для моделирования гидродинамических процессов речного потока // Математические методы в технике и технологиях ММТТ-18 : сб. тр. XVIII Междунар. науч. конф. — Казань: Изд-во КГТУ, 2005. — Т. 1. — С. 17-19. — Соавт.: Потапов И. И.
223. Исследование математической модели региональной макроэкономики с учетом миграции рабочей силы на основе производственной B-функции // Современные технологии — железнодорожному транспорту и промышленности : тр. 44-й Всерос. науч.-практ. конф. ученых транспортных вузов, инженерных работников и преподавателей академической науки, 25-26 янв. 2006 г. — Хабаровск : Изд-во ДВГУПС, 2006. — Т. 6. — С. 34-38. — Библиогр. : с. 38 (3 назв.). — Соавт.: Чащин А. Е.
224. Исследование одной математической модели макроэкономики региона РФ, решение задачи оптимального управления. — Хабаровск, 2006. — 42 с. — (Препринт / Вычислит. центр ДВО РАН ; № 96). — Соавт.: Стригунов В. В.
225. Моделирование динамики обобщающих показателей развития региональных экономических систем России // Экономика и математические методы. — 2006. — Т. 42, № 1. — С. 32-50. — Соавт.: Булгаков О. В.
226. Модель региональной макроэкономики с учетом запаздывания при вводе фондов. Оптимальное управление одной задачи макроэкономики. — Хабаровск, 2006. — (Препринт / Вычислит. центр ДВО РАН ; № 97).
227. Модель региональной макроэкономики с учетом запаздывания при вводе фондов // Научно-технические проблемы транспорта, промышленности и образования. — Хабаровск : Изд-во ДВГУПС, 2006. — Т. 1. — Соавт.: Мухин Г. А.
228. Модель региональной макроэкономики с учетом миграции рабочей силы // Современные проблемы развития национальной экономики на Дальнем Востоке России : теория и практика : материалы междунар. науч.-практ. конф. (8-10 дек. 2004 г.). В 2 ч. Ч. 2 / под ред. Е. А. Зубарева. — Хабаровск : Изд-во ТОГУ, 2006. — С. 23-46. — Библиогр. : с. 46 (8 назв.). — Соавт.: Чащин А. Е.
229. Оптимальное управление одной задачи макроэкономики. — Хабаровск, 2006. — 31 с. — (Препринт / Вычислит. центр ДВО РАН; № 97).
230. Оптимальное управление динамикой региональной экономической системы при заданном горизонте планирования // Вестник Тихоокеанского государственного университета. — Хабаровск, 2006. — № 2. — С. 139—150. — Библиогр. : с. 150 (5 назв.). — Соавт.: Стригунов В. В.
231. Решение задачи оптимального управления динамикой региональной экономической системы для конечного горизонта планирования // Вестник Тихоокеанского государственного университета. — Хабаровск, 2006. — № 1. — С. 15-30. — Библиогр. : с. 30 (7 назв.). — Соавт.: Стригунов В. В.
232. Решение задачи оптимального управления макроэкономикой, об инвариантах в макроэкономике // XXXI Дальневосточная математическая школа-семинар им. акад. Е. В. Золотова : тез. докл. — Владивосток : Изд-во ИПМ ДВО РАН, 2006. — С. 109—110.
233. Исследование математической модели региональной макроэкономики с учетом миграции рабочей силы и демографического фактора // Вестник Тихоокеанского государственного университета. — Хабаровск, 2007. — № 2. — С. 61-78. — Библиогр. : с. 78 (8 назв.). — Соавт.: Шатов Г. Л.
234. Математическая модель и исследование региональной экономики // Управление общественными и экономическими системами. — 2007. — № 1. — Режим доступа : http://bali.ostu.ru/umc/arhiv/2007/1/Bulgakov_Strigunov.pdf (недоступная+ссылка). - Соавт.: Стригунов В. В.
235. Математическая модель региональной макроэкономики, учитывающая зависимость темпов прироста числа занятых в производстве и среднегодового дохода работника от ВРП; решение задачи оптимального управления. — Хабаровск, 2007. — 35 с. — (Препринт / Вычислит. центр ДВО РАН ; № 98).
236. Модель распространения тепла в турбулентных течениях // Актуальные проблемы создания, проектирования и эксплуатации современных двигателей внутреннего сгорания : сб. науч. тр. / Тихоокеан. гос. ун-т. — Хабаровск, 2007. — Вып. 4. — С. 41-54. — Библиогр. : с. 53-54 (8 назв.).
237. О «золотом правиле накопления» в региональной макроэкономике // Научно-техническое и экономическое сотрудничество стран АТР в XXI веке : тр. пятой междунар. науч. конф. твор. молодежи. — Хабаровск : Изд-во ДВГУПС, 2007. — Т. 4. — Соавт.: Стригунов В. В.
238. Оптимальное управление в одной задаче макроэкономики // Журнал вычислительной математики и математической физики. — 2007. — Т. 47, № 8. — С. 1308—1322. — Библиогр. : с. 1322. — Соавт.: Шатов Г. Л.
239. Оптимальное управление экономической системой региона РФ при конечном горизонте планирования // Российский экономический Интернет-журнал. — 2007. — № 2. — Режим доступа: http://e-rej.ru/Articles/2007/Bulgakov_Strigunov.pdf. - Соавт.: Стригунов В. В.
240. Решение задачи оптимального управления динамикой региональной экономической системы для заранее заданного горизонта планирования // Инновационные технологии — транспорту и промышленности : тр. 45-й междунар. науч.-практ. конф. ученых трансп. вузов, инж. работников и представителей акад. науки (7-9 нояб. 2007 г.) / под ред. Ю. А. Давыдова. — Хабаровск : Изд-во ДВГУПС, 2007. — Т. 3. — С. 103—108 : ил. — Библиогр. : с. 108 (3 назв.). — Соавт.: Стригунов В. В.
241. Решение задачи оптимального управления динамикой экономической системы региона РФ для конечного горизонта планирования // Вестник Ижевского государственного технического университета. — 2007. — № 2. — С. 55-58. — Соавт.: Стригунов В. В.
242. Решение задачи оптимального управления макроэкономической системой региона РФ при заданном горизонте планирования // XXXII Дальневосточная математическая школа-семинар им. акад. Е. В. Золотова : тез. докл. — Владивосток : Дальнаука, 2007. — С. 133. — Библиогр. : с. 133 (2 назв.). — Соавт.: Стригунов В. В.
243. Теория турбулентного тепломассопереноса в пограничном слое с химическими превращениями // Вестник Тихоокеанского государственного университета. — Хабаровск, 2007. — № 4. — С. 39-48. — Библиогр. : с. 48 (7 назв.).
244. Об оптимальном управлении оптимальных траекториях динамики региональной макроэкономики на основе принципа максимума Понтрягина // Вестник Тихоокеанского государственного университета. — Хабаровск, 2008. — № 2. — С. 21-32. — Соавт.: Стригунов В. В.
245. Математическое моделирование течения сжимаемого, вязкого, теплопроводного газа // Вестник Тихоокеанского государственного университета. — Хабаровск, 2009. — № 2 (13). — С. 13-24. — Библиогр. : с. 24 (9 назв.). — Соавт.: Пассар А. В.
246. Модель и исследование макроэкономики региона на основе производственной B-функции // Вестник Тихоокеанского государственного университета. — Хабаровск, 2009. — № 1. — С. 173—196. — Библиогр. : с. 196 (9 назв.). — Соавт.: Стригунов В. В.
247. О решении задачи оптимального управления региональной экономики, учитывающей запаздывание при вводе фондов // Вестник Ижевского государственного технического университета. — 2009. — № 1. — С. 146—150. — Библиогр. : с. 150 (6 назв.). — Соавт. : Мухин Г. А.
248. Об оптимальном управлении и оптимальных траекториях динамики региональной макроэкономики на основе принципа максимума Понтрягина // Журнал вычислительной математики и математической физики. — 2009. — Т. 49, № 5. — С. 776—790. — Соавт. : Стригунов В. В.
249. Теория предприятия современной России в переходный период становления многоукладной экономики государства // Современные проблемы информатизации в системах моделирования, программирования и телекоммуникациях : III междунар. науч. конф. — 2009. — Режим доступа: http://econf.rae.ru/article/4814. - Соавт.: Булгаков В. В., Коростылев А. В.
250. Improving the way of bisulphite cooking pulp // Modern materials and technologies 2009 : international X-th Russian — Chinese Symposium : рroceedings. — Khabarovsk : Khabarovsk Pacific National University, 2009. — Р. 293—296.
251. Математическое моделирование течения (динамических и энергетических характеристик) несжимаемой вязкой теплопроводной жидкости, несжимаемая вязкая теплопроводная жидкость // Вестник Ижевского государственного технического университета. — 2010. — № 2. — Соавт.: Пассар А. В.
252. Математическое моделирование турбулентных течений. — Хабаровск : Изд-во ДВГУПС, 2010. — 140 с. — Соавт. : Пассар А. В.
253. О принципе наименьшего действия для динамических систем макроэкономики, макроэкономика // Вестник Ижевского государственного технического университета. — 2010. — № 3. — Соавт.: Булгаков В. В.
254. Теория предприятия современной России в переходный период становления многоукладной экономики государства // Успехи современного естествознания. — 2010. — № 1. — Соавт. : Коростылев А. В., Булгаков В. В.
255. Теория предприятия современной России в период становления рыночной экономики // Химическая физика и мезоскопия. — 2010. — № 4. — Соавт.: Стригунов В. В., Булгаков В. В., Коростылев А. В.
256. Математическое моделирование турбулентных и энергетических процессов в сплошных средах : учеб. пособие. — Хабаровск : Изд-во ДВГУПС, 2011. — 89 с. — Соавт. : Пассар А. В.
257. О теории эрозионного горения твердых ракетных топлив // Актуальные проблемы создания, проектирования и эксплуатации современных двигателей внутреннего сгорания : сб. науч. тр. / Тихоокеан. гос. ун-т. — Хабаровск, 2011. — Вып. 5. — Соавт. : Калашников С. В.
258. Моделирование конвекции в зоне субдукции // Вестник Тихоокеанского государственного университета. — Хабаровск, 2012. — № 1 (24). — С. 51-60. — Соавт. : Соловьев С. В.
259. Моделирование теплообмена в мантии и ядре Земли. Математические модели тепловой конвекции в мантии и жидком ядре Земли : [монография]. — Saarbrucken : Palmarium Academic Publishing, 2012. — 184 с. : ил., табл. — Соавт.: Соловьев С. В., Соловьева Т.
260. О теории эрозионного горения твердых ракетных топлив // Актуальные проблемы создания, проектирования и эксплуатации современных двигателей внутреннего сгорания : сб. науч. тр. / Тихоокеан. гос. ун-т. — Хабаровск, 2012. — Вып. 5. — С. 65-74. — Библиогр. : с. 73-74 (19 назв.). — Соавт. : Калашников С. В.
261. Математическая модель и оптимальное управление динамикой региональной экономической системы. — Хабаровск : Изд-во ТОГУ, 2013. — 108 с. — Библиогр. : с. 105—106 (39 назв.). — Соавт. : Стригунов В. В.
262. Математическое моделирование течения (динамических и энергетических характеристик) несжимаемой, вязкой, теплопроводной жидкости // Вестник Тихоокеанского государственного университета. — Хабаровск, 2013. — № 1 (28). — С. 17-22. — Библиогр.: с. 22 (7 назв.). — Соавт.: Ершов Н. Е., Пассар А. В.
263. Влияние степени радиальности на эффективность турбины турбокомпрессора ТКР-14 // Вестник Тихоокеанского государственного университета. — Хабаровск, 2015. — № 1 (36). — С. 115—124. — Библиогр.: с. 123 (11 назв.). — Соавт.: Пассар А. В.